# Peter Meyer (comerciante)

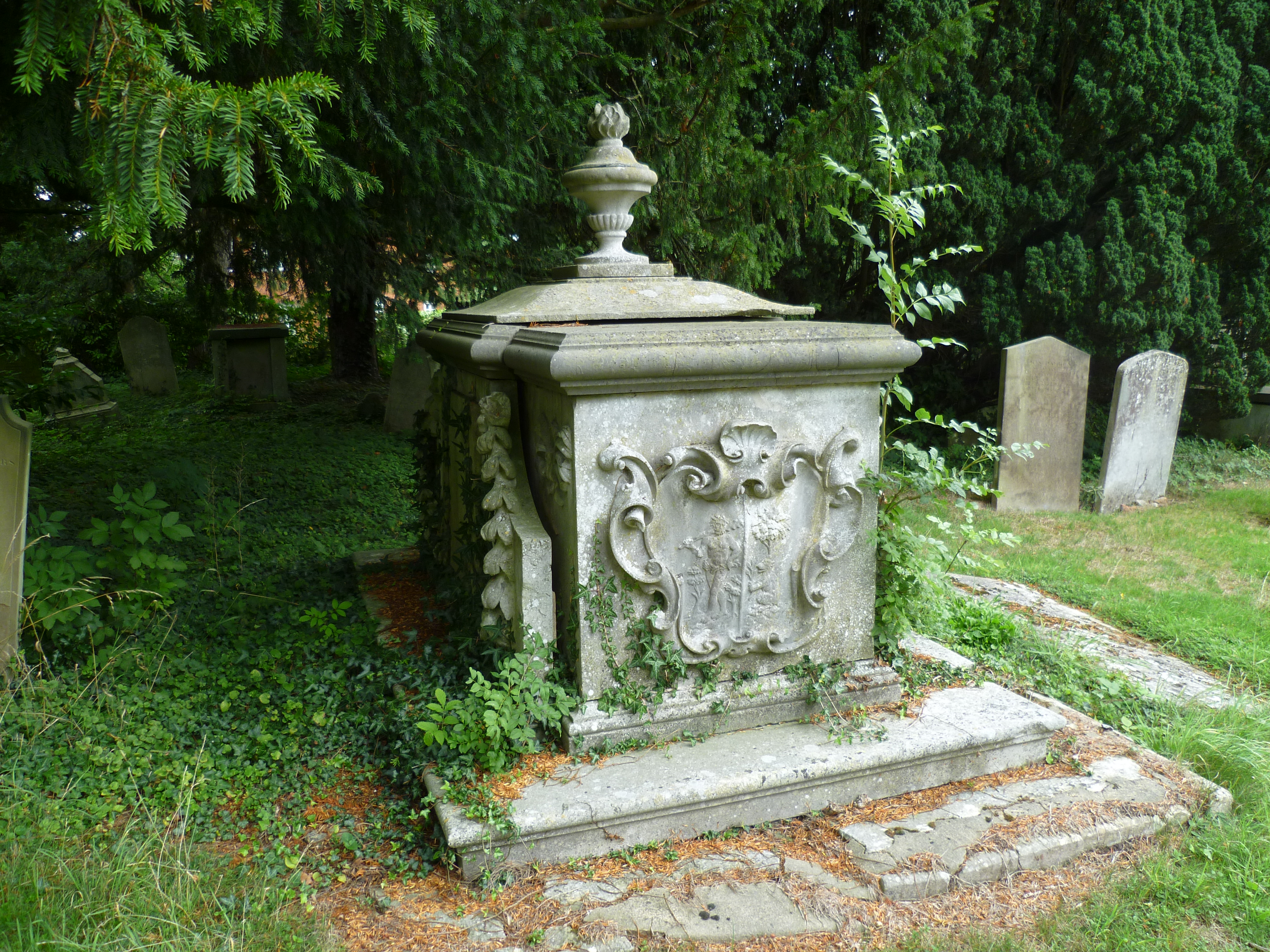
Túmulo de Sir Peter Meyer em St. Andrew, Totteridge, Londres

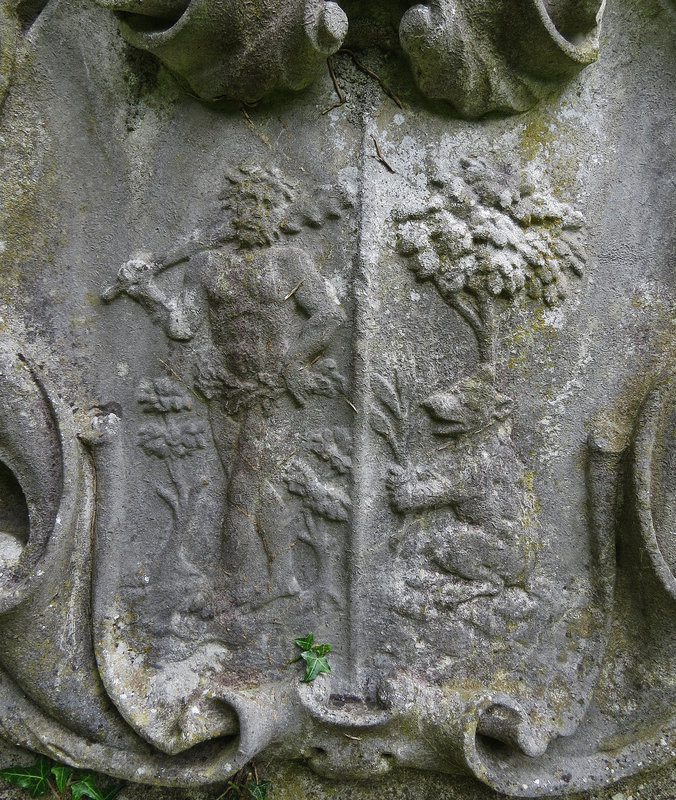
Túmulo de Sir Peter Meyer, detalhe, com seu brasão (um selvagem com uma clava no ombro) e o brasão da família Berenberg (um urso sentado sob uma árvore, segurando um galho de palmeira nas patas).

Peter Meyer (c. 1664 - 9 de janeiro de 1728) foi um grande comerciante da cidade de Londres no comércio das Índias Ocidentais, banqueiro mercantil e co-proprietário da principal firma internacional de comércio de Londres Meyer & Berenberg.

## Biografia
Meyer nasceu em Hamburgo; sua família era do ducado de Holstein. O filho do comerciante de Hamburgo Jacob Meyer, estabeleceu-se em Londres, tornou-se cidadão inglês em 1691 e foi cavaleiro no Palácio de Santiago em 9 de outubro de 1714. Ele possuía plantações em Barbados, uma refinaria de açúcar em Londres e a propriedade do Bosque de Poynter em Totteridge.
Em 1697, casou-se com Sarah Anna Berenberg (1665-), irmã de seu parceiro de negócios John Henry Berenberg. Ela era membro da família Berenberg e descendente da família Amsinck. Sua esposa era bisneta de Hans Berenberg (1561-1626), co-fundador do Berenberg Bank.
Eles eram os pais do comerciante de Londres Peter Meyer (falecido em 1756), que se casou com Sarah; Paul, Rudolph, Elizabeth Meyer, que se casou com seu parente William Amsinck (que se tornara cidadão inglês em 1711) e Sarah, que se casou com o comerciante de Hamburgo Paul Heeger (falecido em 1731). O primeiro filho deles, Johan Heinrich, morreu jovem; ele foi batizado em 1698 e enterrado em 1699.

Ele morreu em 1728, aos 64 anos. Ele foi enterrado em Totteridge, Hertfordshire (hoje Londres). Seu monumento fica no cemitério daquela paróquia, ao norte da igreja. No extremo norte estão os braços de Meyer e Berenberg.